# Amori di mezzo secolo
Amori di mezzo secolo è un film a episodi del 1954 diretto da Glauco Pellegrini, Pietro Germi, Mario Chiari, Roberto Rossellini e Antonio Pietrangeli.
Gli episodi del film trattano vari modi di vivere l'amore nella prima parte del XX secolo, parallelamente all'evolversi della storia e della società in Italia.

## Trama

### Primo episodio: "L'amore romantico", di Pellegrini
Nel 1900 Elena, giovane di ricca famiglia borghese, si innamora del musicista Mario. Suo padre e sua zia Matilde, però, vorrebbero che la ragazza sposasse un ricco conte. Quando Mario parte per la sua tournée, Matilde promette a entrambi i giovani di favorire il loro sentimento, mentre in realtà provvede a distruggere le lettere che si spediscono reciprocamente, e persuade Elena che Mario l'ha dimenticata. Elena finisce per sposare il conte.

### Secondo episodio: "Guerra 1915-18", di Germi
Durante la prima guerra mondiale, in un paesino abruzzese i giovanissimi innamorati Antonio e Carmela si sposano e aspettano un bambino. Antonio viene chiamato al fronte fra la leva del 1900: Carmela e tutti gli amici e conoscenti sono fierissimi di lui e aspettano fiduciosi la fine della guerra. Alla fine la vittoria viene annunciata e si scatenano i festeggiamenti nel paese: ancora nessuno sa che Antonio è stato ucciso nel suo primo assalto con la Brigata Sicilia.

### Terzo episodio: "Dopoguerra 1920", di Chiari
Alberto, esaltato squadrista, lascia il suo paese salutando i parenti e la fidanzata Susanna per prendere parte alla marcia su Roma. In realtà di Roma gli interessano soprattutto la vita notturna e le belle donne. Susanna lo raggiunge in incognito e lo scopre in un tabarin in atteggiamenti equivoci con una entraîneuse, a cui non manca di rivelare il suo disprezzo per la fidanzata paesana. Ma Susanna quanto a bellezza e sensualità non è da meno, tanto che viene scritturata per un numero provocante nella parte di Salomè, e ne approfitta per prendersi la sua rivincita su Alberto.

### Quarto episodio: "Napoli 1943", di Rossellini
Durante i bombardamenti della seconda guerra mondiale, attori e comparse impegnati nelle prove al Teatro di San Carlo si precipitano nel rifugio antiaereo, e lì la comparsa Carla e l'aviere Renato si innamorano, ma saranno divisi dalla morte.

### Quinto episodio: "Girandola 1910", di Pietrangeli
Siamo nella Belle Époque. Un medico consiglia a un paziente di limitare la sua attività sessuale; questo però chiede al dottore di mediare presso la sua amante perché sia meno esigente. Anche la donna ha un'altra relazione, e anche lei prega il medico di intervenire discretamente con il secondo uomo; e così via finché fra la girandola di amanti il dottore riconosce sua moglie.

## Produzione
Il film rientra nel filone popolare dei melodrammi sentimentali, comunemente detto strappalacrime (poi ribattezzato dalla critica neorealismo d'appendice), allora molto in voga tra il pubblico italiano.
In origine la pellicola era composta da sei episodi, ma quello diretto da Domenico Paolella e interpretato da Erno Crisa e Monica Clay è stato soppresso dalla censura.
Venne realizzato negli stabilimenti romani di Cinecittà.
Per tutti e cinque i registi si trattò della prima pellicola realizzata a colori, con la tecnica del Ferraniacolor.

## Distribuzione
Il film fu distribuito nel circuito cinematografico italiano il 18 febbraio del 1954.